# حیدریک
حیدریک، روستایی از توابع بخش ایتیوند شهرستان دلفان در استان لرستان ایران است.

## جمعیت
این روستا در دهستان ایتیوند جنوبی قرار دارد و از طایفه تونابی (به اعتقاد برخی از عوام این طایفه از نسل یک شاه می باشند و به اصلاح عامیانه میگویند : ( توناوی شاه پشتن )) که زیر مجموعه ایل ایتیوند می باشد هستند . براساس سرشماری مرکز آمار ایران در سال ۱۳۸۵، جمعیت آن ۴۲ نفر (۷خانوار) بوده‌است.